# Pat Garrett
Patrick Floyd J. Garrett, conhecido por Pat Garrett (5 de junho de 1850 – 29 de fevereiro de 1908) foi um caçador, agente alfandegário e xerife da cidade de Lincoln e de Doña Ana no Novo México. Ficou muito famoso, por ter sido quem matou o lendário fora-da-lei, Billy The Kid. Em 1881 colaborou com M.A. "Ash" Upson na obra "The Authentic Life of Billy The Kid", um livro sobre sua versão dos acontecimentos envolvendo a perseguição a Billy The Kid. 

## Biografia
Patrick era o filho mais velho de John Lumpkin e Elizabeth Ann Garrett. Nascido no Condado de Chambers, na Luisiana em Junho de 1850. Seu pai era um próspero fazendeiro, dono de uma plantação de algodão. No entanto, ao final da Guerra Civil sua produção foi confiscada pela União e a família teve problemas financeiros. Diz-se que Pat teria atirado e matado um simpatizante nortista próximo ao fórum local. O que nunca foi provado. Sua mãe morreu em março de 1867 aos 37 anos e seu pai em fevereiro do ano seguinte.
Mudou-se para o Texas, onde trabalhou como guia e caçador de búfalos (bisões). Em Novembro de 1875 matou um jovem comerciante, chamado Joe Bristoe, por razões desconhecidas. Em 1878 mudou-se para Fort Summer no Novo México onde trabalhou como barman no saloon de  Beaver Smith. Seu primeiro casamento terminou com a morte precoce de sua esposa Juanita Martinez.
Em 14 de Janeiro de 1880, casou-se com Apolonaria Gutierres, com quem teve oito filhos. No mesmo ano, foi eleito Xerife de Lincoln, e o responsável por rastrear e capturar ou matar Billy The Kid, um jovem "veterano" da Guerra de Lincoln que havia se tornado o mais famoso fora-da-lei do Novo México. Garrett e seus delegados perseguiram Billy por meses, matando dois de seus companheiros no processo, Charlie Bowdre e Tom O'Folliard. Na noite de 14 de Julho de 1881, Pat Garrett foi a casa de Peter Maxwell, conhecido amigo de Billy, para saber do paradeiro do fora-da-lei. Pat acordou Maxwell e perguntou se The Kid estava em Fort Summer. Nesse momento, Billy abriu a porta do quarto e perguntou a Peter sobre dois sujeitos parados na parte de fora da casa. Billy se referia aos dois homens de Garrett; John Poe e McKinney. Percebendo alguém nas sombras do cômodo, Billy perguntou em espanhol, "quem é?" algumas vezes, quando Garrett disparou dois tiros, acertando uma bala na parte de cima do peito do fora-da-lei, que morreu pouco mais de um minuto depois.

## Últimos anos e Morte
Depois da morte de Billy the Kid, Garrett mudou-se para Roswell e depois Texas. Voltou para o Novo México alguns anos depois, onde foi eleito Xerife do Condado de Doña Ana. Esteve envolvido no tiroteio que vitimou o fora-da-lei Norman Newman conhecido como Billy Reed, em um rancho perto da Passagem de Santo Augostinho. Serviu como Agente Alfandegário em El Paso, retornando a Doña Ana onde viveu seu últimos dois anos. Pat Garrett foi morto a tiros em 29 de Fevereiro de 1908, enquanto viajava a Las Cruces com Carl Adamson e Jesse Wayne Brazel. Embora Brazel tenha confessado o crime, existem aqueles que ainda duvidam da versão oficial.

## Citações na Mídia
- No filme Pat Garrett and Billy the Kid, de 1973, Pat é interpretado por James Coburn.
- Na franquia Young Guns, Pat Garrett é interpretado por Patrick Wayne no primeiro filme e por William Petersen na sequência Young Guns II.
- Jon Bon Jovi compôs uma faixa intitulada "Blood Money", que conta um pouco sobre Garrett, sob a perspectiva de Billy The Kid, que seria supostamente um grande amigo seu.